# فلفل التمساح

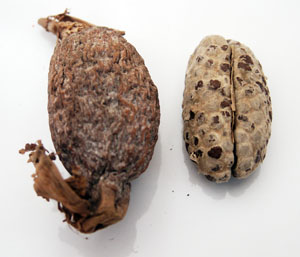

فلفل التمساح (المعروف أيضا باسم فلفل ميبونغو أو فلفل هيبريس) هو نوع من التوابل في غرب أفريقيا . وهو قريب من حبوب الجنة ، التي تم الحصول عليها من الأنواع ذات الصلة الوثيقة ، Aframomum melegueta. ومع ذلك ، على عكس حبات الجنة التي تباع عادة كبذور النبات فقط ، يباع فلفل التمساح كجرف كامل يحتوي على البذور (بنفس الطريقة من الهيل الأسود).
النباتات التي توفر الفلفل التمساح هي النباتات المعمرة العشبية لعائلة الزنجبيل (Zingiberaceae) للنباتات المزهرة ، التي تعيش في موائل مستنقعية على طول ساحل غرب أفريقيا. وبمجرد فتح الكبسولة وإظهار البذور ، يصبح سبب هذا الاسم الإنجليزي الشائع لهذا التوابل واضحًا ، حيث أن البذور تحتوي على جلد ورقي يحيط بها ، كما أن نتوءات البذور داخل هذا الجلد تشبه ظهر التمساح.
غالبا ما تباع بذور الفلفل التمساح مثل الحبوب المعزولة من القرون ومع إزالة الجلد الخارجي. له رائحة زهرية .
وهو عنصر شائع في مطبخ غرب أفريقيا ، حيث يضفي حافته ورائحة حارة إلى الحساء الكلاسيكي في غرب أفريقيا (يخنة).

## استخدامة في المطبخ
حتى في غرب أفريقيا ، فلفل التمساح هو نوع من التوابل الباهظة الثمن ، لذلك يتم استخدامه بشكل محدود. في كثير من الأحيان ، يتم طحن جرة واحدة كاملة في مدقة ومونة قبل إضافة نصفها (مع الفلفل الأسود) كنكهة لشوربات غرب أفريقيا أو الأرز المسلوق. كما يمكن استبدال التوابل في أي وصفة باستخدام حبوب الجنة أو الهيل الأسود لتوفير نكهة أكثر سخونة .
عندما يولد الأطفال في ثقافة اليوروبا ، يحصلون على طعم صغير من الفلفل التمساح (أتاري) بعد الولادة بفترة وجيزة كجزء من عملية الترحال الروتيني للطفل ، كما أنه يستخدم كعنصر في اللقاءات والزيجات التقليدية.
في بولندا ، يتم استخدام فلفل التمساح ،مع مكسرات الكولا في احتفالات التسمية ، مثل العرض التقديمي للضيوف الزائرين ، وللأحداث الاجتماعية الأخرى .في كل احتفال Igbo تقريبًا ، يتم تقديم فلفل التمساح والكولا للضيوف على رأس جدول الأعمال وقبل أي طعام أو ترفيه آخر. تصنع الصلوات والقرابين مع جوز الكولا وفلفل التمساح.

## روابط اضافية
- Recipe for Cameroonian 'Mbongo Tjobi' incorporating alligator pepper